# Gluteline
Gluteline sind Gemische von Reserveproteinen, die in Getreidesamen vorkommen. Gluteline sind reich an den Aminosäuren Glutaminsäure und Prolin. Gluteline und Gliadine bilden beim Backen sowohl mit anderen Proteinen als auch untereinander Quervernetzungen über Disulfidbrücken und festigen damit den Teig.
Mehrere dieser Gemische enthalten Proteine, die im Mensch als Allergen wirksam sind. Gluteline sind außerdem zusammen mit Prolamine Bestandteile von Gluten, das wichtig für die Brotherstellung ist und bei manchen Menschen gesundheitliche Probleme (unter anderem Zöliakie) auslöst.
Gluteline sind eine der vier so genannten Osborne-Fraktionen von Getreide. Im Gegensatz zu den anderen sind sie weder mit Kochsalzlösung noch mit 70-prozentigem Ethanol extrahierbar.
Die Gluteline werden nach ihrer Herkunft aus den Getreidearten benannt:
|           | Weizen   | Roggen    | Hafer    | Gerste   | Mais   | Hirse | Reis     |
| --------- | -------- | --------- | -------- | -------- | ------ | ----- | -------- |
| Gluteline | Glutenin | Secalinin | Avenalin | Hordenin | Zeanin |       | Oryzenin |